# Saulcet
 Saulcet  là một xã ở tỉnh Allier thuộc miền trung nước Pháp.